# 하동 나들목
하동 나들목(Hadong IC)은 경상남도 하동군 금남면 계천리에 설치된 남해고속도로의 17번 교차로(나들목)이다.
국도 제19호선, 국도 제59호선과 연결되어 하동읍, 금남면, 남해군, 광양시 방면으로 진출할 수 있다.

## 연혁
- 1973년 11월 14일 : 부산 ~ 순천 고속도로 개통과 함께 하동군 금남면 계천리 위치에서 평면 교차로로 통행 개시[1]
- 1988년 5월 26일 : 입체 나들목 건설을 위해 경상남도 하동군 금남면 계천리 3.08km 구간 도로구역 변경[2]
- 1995년 12월 11일 : 1997년 12월까지 나들목 요금소 설치를 위해 경상남도 하동군 금남면 계천리 300m 구간 도로구역 변경[3]

## 구조물 정보
- 위치: 경상남도 하동군 금남면 계천리
- 영업소: 경상남도 하동군 금남면 섬진강대로 950

## 접속하는 도로
- 국도 제19호선 (섬진강대로)
- 국도 제59호선 (산업로)

## 교통량 정보
| 요금소        | 통행량 (대/일) | 통행량 (대/일) | 통행량 (대/일) | 통행량 (대/일) | 통행량 (대/일) | 통행량 (대/일) | 통행량 (대/일) | 통행량 (대/일) | 통행량 (대/일) | 통행량 (대/일) | 각주  |
| 요금소        | 2001년         | 2002년         | 2003년         | 2004년         | 2005년         | 2006년         | 2007년         | 2008년         | 2009년         | 2010년         | 각주  |
| ------------- | -------------- | -------------- | -------------- | -------------- | -------------- | -------------- | -------------- | -------------- | -------------- | -------------- | ----- |
| 하동 (폐쇄식) | 3,755          | 3,939          | 4,136          | 4,110          | 4,046          | 4,003          | 3,962          | 3,991          | 4,179          | 4,323          | [ 4 ] |
| 요금소        | 2011년         | 2012년         | 2013년         | 2014년         | 2015년         | 2016년         | 2017년         | 2018년         | 2019년         |                | [ 4 ] |
| 하동 (폐쇄식) | 4,205          | 4,488          | 4,845          | 4,837          | 5,191          | 5,378          | 5,835          | 5,842          | 5,428          |                | [ 4 ] |